# Pierick Houdy
Pierick Houdy (Rennes, 18 gennaio 1929 – Le Palais, 22 marzo 2021) è stato un compositore, organista e pianista francese.

## Biografia
Houdy iniziò i suoi studi musicali nel 1935 presso il Conservatorio di Rennes. Nel 1937 suonò per la prima volta all'Opéra de Rennes. Studiò pianoforte con Marguerite Long e fu ammesso al Conservatorio di Parigi nel 1939, dove studiò con Noël Gallon, Nadia Boulanger, Simone Plé-Caussade, Maurice Duruflé, Olivier Messiaen, Darius Milhaud. Vinse il Prix de Rome nel 1953 e vinse il primo premio in composizione dal Conservatorio di Parigi nel 1954.
Houdy fu direttore del Conservatoire de Tours dal 1955 al 1960, professore della Schola cantorum nel 1963-1964, maestro di cappella della Chiesa di Saint-Séverin dal 1965 al 1969 e direttore della Maîtrise d'enfants de Radio France dal 1966 al 1969. Successivamente fu professore di composizione presso l'Université Laval e al Conservatoire de musique et d'art dramatique du Québec. Tornò in Francia nel 1992, iniziando a insegnare scrittura musicale a Brest e Quimper.